# Вершинка (приток Чардыма)
Вершинка (устар. Верешим) — река в России, протекает в Лопатинском районе Пензенской области. Длина реки составляет 15 км. Площадь водосборного бассейна — 97,8 км².
Начинается на окраине леса к юго-востоку от урочища Новая Козловка. Течёт на северо-запад по открытой местности до села Верешим, после чего меняет направление течения на северное. Устье реки находится в 29 км по правому берегу реки Чардым на высоте 190,6 метра над уровнем моря. В низовьях запружена.
Основной приток — речка Тугуска, впадает слева.

## Данные водного реестра
По данным государственного водного реестра России относится к Верхневолжскому бассейновому округу, водохозяйственный участок реки — Сура от истока до Сурского гидроузла, речной подбассейн реки — Сура. Речной бассейн реки — (Верхняя) Волга до Куйбышевского водохранилища (без бассейна Оки).
Код объекта в государственном водном реестре — 08010500112110000035802.